# Leipzig-Wiederitzsch
Leipzig-Wiederitzsch est un quartier de Leipzig en Allemagne.
Autrefois principauté épiscopale de Mersebourg dans le Saint-Empire romain germanique, le village est intégré à la ville depuis le 1er juillet 1999.

## Géographie
Le quartier se situe à la frontière nord de Leipzig.
| Schkeuditz         | Rackwitz             | Krostitz           |
| Leipzig-Lindenthal | Leipzig-Wiederitzsch | Leipzig-Seehausen  |
| Leipzig-Möckern    | Leipzig-Gohlis       | Leipzig-Eutritzsch |

## Population
Le quartier comptait 8 689 habitants le 1er janvier 2020 selon le registre des déclarations domiciliaires, c'est-à-dire 888 hab./km2.